# Czesław Jura

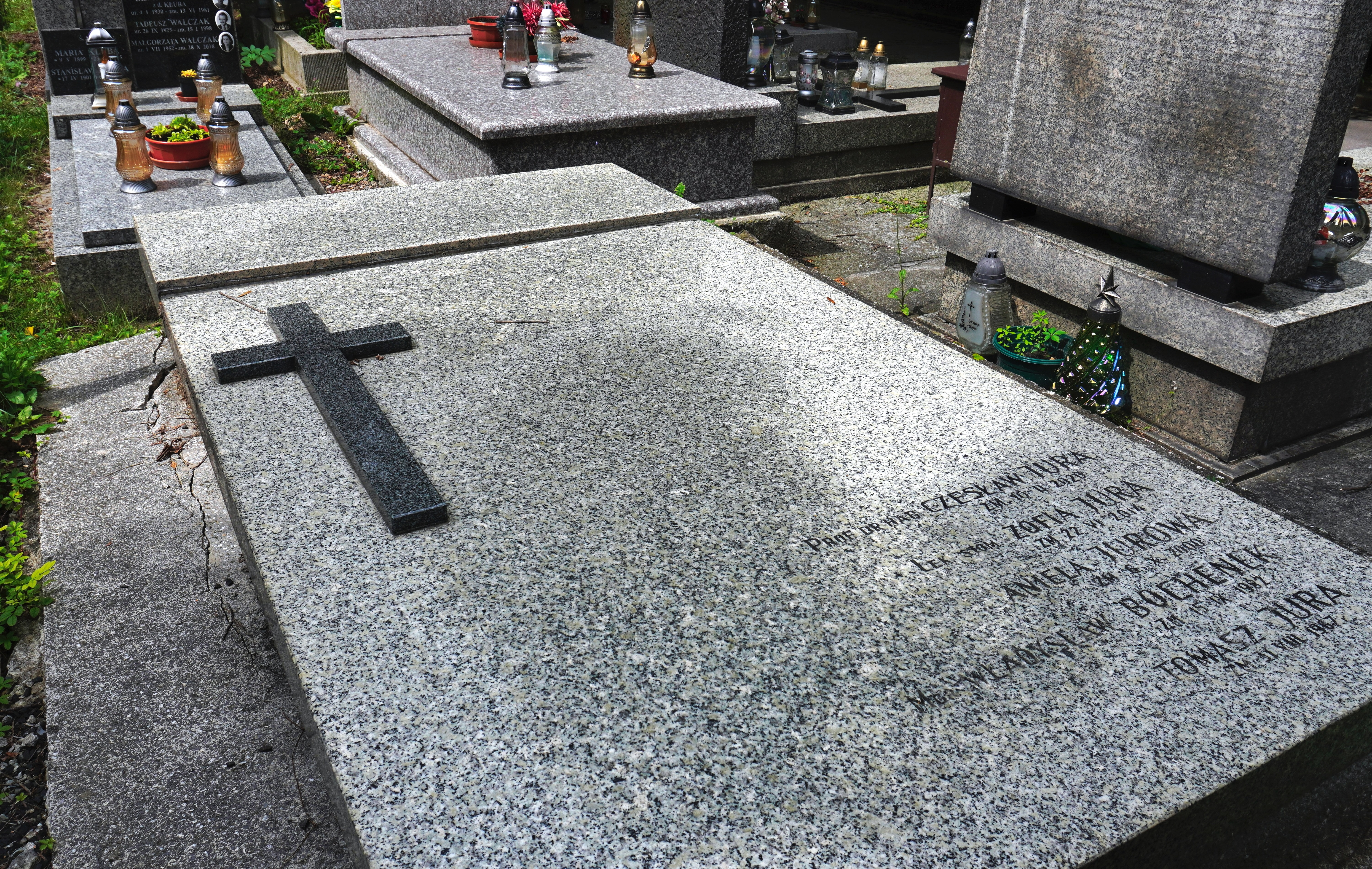
Grób prof. Czesława Jury na Cmentarzu Rakowickim w Krakowie

Czesław Jura (ur. 16 czerwca 1927 w Nowym Sączu, zm. 10 lutego 2020 w Krakowie) – polski zoolog, członek Polskiej Akademii Umiejętności.

## Życiorys
Tytuł magistra uzyskał w 1952 na Uniwersytecie Jagiellońskim, doktorat w 1956 na Uniwersytecie Wrocławskim. Habilitacja w 1960, profesor nadzwyczajny od 1971, profesor zwyczajny od 1978. Od 1969 do 1997 był kierownikiem Zakładu Zoologii Systematycznej i Zoogeografii, od 1977 do 1986 dyrektorem Instytutu Zoologii UJ. Od 1987 przez dwie kadencje pełnił funkcję Dziekana Wydziału Biologii i Nauk o Ziemi Uniwersytetu Jagiellońskiego.
Pochowany na cmentarzu Rakowickim w Krakowie.

## Członkostwo
- członek Centralnej Komisji ds. Stopni i Tytułów,
- doradca Ministra Edukacji w rządzie Jana Krzysztofa Bieleckiego,
- członek korespondent Polskiej Akademii Umiejętności,
- przewodniczący Krakowskiego Oddziału Komisji Biologicznej PAN,
- członek Komitetu Cytobiologii PAN oraz Rady Naukowej Instytutu Systematyki i Ewolucji Zwierząt PAN w Krakowie.
- sekretarz (1956–1958), przewodniczący (1958–1964) Polskiego Towarzystwa Przyrodników im. Kopernika,
- przewodniczący Krakowskiego Oddziału Polskiego Towarzystwa Zoologicznego (1962–1968).
- redaktor Zeszytów Naukowych UJ – Prace Zoologiczne oraz Acta Biologica Cracoviensia (series Zoologia).
- członek Komitetu Redakcyjnego czasopism:
  - Zoologica Poloniae,
  - Folia Biologica.

## Publikacje
Autor prac:
- "Bezkręgowce. Podstawy morfologii funkcjonalnej, systematyki i filogenezy",
- "Podstawy embriologii zwierząt i człowieka" (tom 2),
- "Encyklopedia biologiczna" (13 tomów) oraz licznych publikacji naukowych, zwłaszcza z zakresu embriologii.

Staże naukowe na Uniwersytecie w Utrechcie (1958} i na Yale University, profesor kontraktowy na Uniwersytecie Tsukuba.

## Odznaczenia
- Krzyż Kawalerski Orderu Odrodzenia Polski,
- Laur Jagielloński.